# الحسن اليوسي (سياسي)
الحسن اليوسي هو أول وزير داخلية في المغرب بعد الاستقلال عام 1956، كان يشغل منصب باشا مدينة صفرو، وهو من مؤسسي حزب الحركة الشعبية برفقة مبارك البكاي، والمحجوبي أحرضان.
وقد تم تعيين اليوسي قائدا، دون أن يكون عمره قد تجاوز 23 سنة، بعدما تعرض والده، الذي كان بدوره قائدا قبل أن يلتحق بالمقاومة، للاغتيال، حسب عدد من الشهادات التي ألقيت خلال حفل  له من طرف حزب الحركة الشعبية عام 2016.

## إرثه
تأسيس أكاديمية لحسن اليوسي.